# Cretoniscellus strouhali
Cretoniscellus strouhali är en kräftdjursart som beskrevs av Albert Vandel 1957. Cretoniscellus strouhali ingår i släktet Cretoniscellus och familjen Trichoniscidae. Inga underarter finns listade i Catalogue of Life.